# Гжатская улица (Москва)
Гжа́тская у́лица (название утверждено 25 декабря 1961 года) — улица в Москве, на территории района Можайский Западного административного округа.

## Описание
Улица начинается от Гродненской улицы, затем пересекает улицу Багрицкого и заканчивается тупиком. Проходит в направлении с запада на восток параллельно долине реки Сетунь.
Нумерация домов начинается от тупиковой части улицы.

## Происхождение названия
Улица названа 25 декабря 1961 года по городу Гжатск Смоленской области в связи с расположением улицы на западе Москвы. Гжатск — родина Ю. А. Гагарина — был переименован в город Гагарин в 1968 году, однако улица своё название сохранила

## Транспорт
По улице общественный транспорт не ходит.
Поблизости расположены автобусные остановки:

### Автобусная остановка «Улица Багрицкого» на Можайском шоссе
Отсюда ходят автобусы до ближайших станций метро:
- до метро «Кунцевская»:
  - № 45 — (66-й квартал Кунцева — Метро «Кунцевская»)
  - № 190 — (Беловежская улица — Метро «Молодёжная»)
  - № 610 — (Пищекомбинат — Метро Метро «Кунцевская»)
  - № 612 — (Метро «Кунцевская» — Троекуровское кладбище)
  - № 733 — (Аминьево — Крылатское) (только к м. «Кунцевская»)
- до метро «Славянский бульвар»:
  - № 103 — (23-й квартал Новых Черёмушек — Улица Генерала Дорохова)
  - № 139 — (Метро «Филёвский парк» — Микрорайон "Новая Трёхгорка")
  - № 157 — (Беловежская улица — Киевский вокзал)
  - № 157к — (Беловежская улица — Метро «Славянский бульвар»)
  - № 205 — (Совхоз «Заречье» — Улица Довженко)

### Автобусная остановка «Гродненская улица» на Верейской улице
Расположена на пересечении с улицей Багрицкого):
- № 16 и 255 — (66-й квартал Кунцева — Метро «Кунцевская») (кольцевые)
- № 103 — (23-й квартал Новых Черёмушек — Улица Генерала Дорохова)
- № 104 — (Метро «Филёвский парк» — Платформа Рабочий посёлок)
- № 198 — (66-й квартал Кунцева — Матвеевское)
- № 622 — (Пищекомбинат — Станция Очаково)
- № 732 — (Крылатское — Метро «Славянский бульвар»)
- № 733 — (Аминьево — Крылатское) (только к метро «Кунцевская»)
- № 781 — (Проезд Карамзина — Улица Генерала Дорохова)

### Ближайшие станции метро
- Давыдково

## Здания и сооружения
По нечётной стороне:
- жилой комплекс Лайф Кутузовский

По чётной стороне:
- № 2 - Игроник
- № 4к1 - СССР (Комплектующие для производства ремонта и обуви)
- № 6 - Юсст, Школа № 391
- № 8 - Вега-Тепло, Тандем 2011, Детали счастья
- № 14 - Четырёх этажное кирпичное жилое здание, 1932 года постройки
- № 16к1 - 14 этажное здание